# Shelter Islands (Antarktika)
Die Shelter Islands (englisch, in Argentinien Islas Abrigo, beides für Schutzinseln; in Chile Islas Shelter) sind eine Gruppe kleiner Inseln westlich der Antarktischen Halbinsel. Sie liegen 600 m westlich von Winter Island in der Gruppe der Argentinischen Inseln des Wilhelm-Archipels.
Teilnehmer der British Graham Land Expedition (1934–1937) unter der Leitung des australischen Polarforschers John Rymill kartierten sie. Namensgebend war der Umstand, dass die Inseln einen Schutz für den Ankerplatz des Expeditionsschiffs vor Winter Island darstellten.